# Bellicourt
Bellicourt é uma comuna francesa na região administrativa de Altos da França, no departamento de Aisne. Estende-se por uma área de 9,77 km². Em 2010 a comuna tinha 611 habitantes (densidade: 62,5 hab./km²).